# San Ignacio de Sabaneta
San Ignacio de Sabaneta est une municipalité du nord-ouest de la République dominicaine, capitale de la province de Santiago Rodríguez. On y fait généralement référence sous les noms de Sabaneta ou Santiago Rodríguez.

## Histoire
La ville est fondée en 1844 par Santiago Rodríguez et les frères Alejandro et José Bueno.